# 차크마족
차크마족(Chakma, Changhma, 차크마어: 𑄌𑄋𑄴𑄟𑄳𑄦)은 방글라데시, 인도 북동부, 미얀마 서부에 주로 분포하는 민족 집단이다. 이들은 방글라데시 남서부의 치타공 구릉지대(Chittagong Hill Tracts)에서 벵골인을 제외하고 가장 인구가 많은 토착민이며, 인도 미조람주의 차크마 자치구(Chakma Autonomous District Council)에서도 다수 민족이다. 이외에 아루나찰프라데시, 트리푸라, 아삼, 그리고 미얀마 라카인주에도 상당한 인구가 있다.
차크마족은 민족적으로 인도 북동부의 티베트버마어파 언어를 사용하는 민족들과 깊은 연관이 있으나, 과거 부족 간 권력을 강화하기 위한 언어 교체를 겪으며 인근의 팔리어나 치타공어와 연관된 인도아리아어군 언어인 차크마어를 채택하였다. 오늘날 차크마족 대부분은 19세기 라니 칼린디(Rani Kalindi) 여왕의 개혁에 의해 상좌부 불교를 믿는다. 미얀마에서는 따잉넷족(Daingnet, ဒိုင်းနက်လူမျိုး)이라는 이름으로 알려져 있으며 공인된 135개 부족 중 하나다.
차크마족은 31개의 씨족(goza)으로 나뉜다. 이들의 공동체는 차크마 라자(Chakma Raja)가 이끄는데, 그 부족장의 지위는 과거 영국령 인도 정부와 방글라데시 정부에 의해 인정받았다.

## 같이 보기
- 줌머인